# Whittlesey (Wisconsin)
Whittlesey es un lugar designado por el censo ubicado en el condado de Taylor en el estado estadounidense de Wisconsin. En el Censo de 2010 tenía una población de 105 habitantes y una densidad poblacional de 35,97 personas por km².

## Geografía
Whittlesey se encuentra ubicado en las coordenadas 45°13′14″N 90°19′24″O / 45.22056, -90.32333. Según la Oficina del Censo de los Estados Unidos, Whittlesey tiene una superficie total de 2.92 km², de la cual 2.92 km² corresponden a tierra firme y (0%) 0 km² es agua.

## Demografía
Según el censo de 2010, había 105 personas residiendo en Whittlesey. La densidad de población era de 35,97 hab./km². De los 105 habitantes, Whittlesey estaba compuesto por el 100% blancos, el 0% eran afroamericanos, el 0% eran amerindios, el 0% eran asiáticos, el 0% eran isleños del Pacífico, el 0% eran de otras razas y el 0% pertenecían a dos o más razas. Del total de la población el 0% eran hispanos o latinos de cualquier raza.